# أروبره
أروبره هي قرية تقع في إقليم سوتشافا. وبلغ عدد سكانها 6,758 نسمة عام.